# Илезский Погост
Илезский Погост — село в Тарногском районе Вологодской области. Административный центр Илезского сельского поселения и Илезского сельсовета.
Расстояние до районного центра Тарногского Городка по автодороге — 35 км. Ближайшие населённые пункты — Окуловская, Елифановская, Мичуровская, Ивановская, Якинская.
По переписи 2002 года население — 115 человек (57 мужчин, 58 женщин). Преобладающая национальность — русские (99 %).